# Дракула (персонаж)
Граф Дра́кула (англ. Count Dracula) — вампір, заголовний персонаж і головний антагоніст готичного роману Брема Стокера «Дракула» (1897). Згодом граф Дракула як архетипний вампір з'являвся у безлічі творів масової культури, що не мали безпосереднього стосунку до роману Брема Стокера. Крім того, Дракула зображений у романі як прабатько легендарних перевертнів.
Вважають, що прототипом Дракули була реальна історична особа — румунський генерал 15-сторіччя Влад III Цепеш, також відомий як Дракула, від рум. Dracu — «дракон», господар середньовічного князівства Валахія. Деякі дослідники творчості Стокера переконані, що вигаданого Дракулу не слід ототожнювати з волоським правителем, хоча в самому романі є обмовка про можливу тотожність, а деякі фільми цей нюанс зовсім обходять.
Персонаж роману «Дракула» Брема Стокера породив безліч інсценувань, кіноекранізацій, а також різноманітних продовжень — з'явилися різні сини і дочки Дракули, його суперники-вампіри й інші пов'язані та породжені образом Дракули персонажі: граф Мору, граф Орлок, граф Алукард, граф Йорга Блекула і т. д. Його нащадками є Графиня Аніла і Граф Савв.

## Творчість Стокера
Роман Б.Стокера має форму епістолярної розповіді, в якому головні риси: характер, недоліки та переваги графа Дракули розкриваються через різних оповідачів, кожен з яких має свою точку зору.
Дракула — немертвий, багатовіковий вампір і одночасно трансильванський дворянин, що стверджує про власне походження від секеїв та зв'язок з Аттілою.
Він мешкає у старовинному замку в Карпатах поблизу перевалу Борго.
На відміну від східноєвропейського фольклору, в якому вампірів зображають як відразливих, трупоподібних істот, Дракула, навпаки, розточує аристократичний шарм. У своїх бесідах з Джонатаном Харкером він показує як глибоко пишається своїм дворянським походженням і сумує за славними часами, коли героїзм, честь та доблесть мали куди більше значення.

## Становлення Дракули
Детальна інформація про юність графа і його зростання майже відсутня, але згадується що він був за життя найбільш чудовою людиною. Солдат, державний діяч та алхімік. Володів найвищими науковими досягненнями свого часу. Мав могутній мозок, що не мав порівнянь, і серце, що не знало ані страху ані каяття… не було жодної галузі знань, де б він не залишив свій доробок. Дракула вивчав чорні мистецтва в академії Некромантії, що знаходилась у Карпатських горах з краєвидом міста Сібіу (відомим і як Германштадт) і мав глибокі пізнання галузі в магії та алхімії. За словами його переслідувача Абрахама Ван Хельсінґа: «Дуже ймовірно, що він — саме той воєвода Дракула, що уславився в бою з турками біля річки на самому кордоні Туреччини. Якщо це так, то він непересічна людина, бо вже тоді і довгий час по тому його згадували як найрозумнішого, найхитрішого та найхоробрішого лицаря Залісся». Померлий і похований у великій могилі в каплиці власного замку, Дракула, повертається від смерті як вампір і живе протягом кількох століть разом з трьома жахливо вродливими жінками-вампірами в тому ж замку. Чи є ті жінки коханками йому, сестрами, дружинами або просто вампірами, яких зробив він сам — в романі не розкривається.

## Опис
Дія роману відбувається наприкінці 19 сторіччя, коли трансильванській граф Дракула виношує довгострокові плани щодо світового панування. Першим кроком до свого амбіційного задуму він обирає Англію, де збирається розпочати власне правління кривавого терору. Спочатку він викликає до себе Джонатана Харкера, щойно кваліфікованого англійського адвоката аби той допоміг йому владнати юридичні справи з нерухомістю в незнайомій для графа країні. При цьому Дракула поводиться дуже люб'язно з молодим англійським адвокатом, розпитує про історію і навіть рятує Харкера з лап трьох жінок-вампірш. Насправді, Харкер потрібен графу живим лише щоб допомогти владнати юридичні справи та дізнатися якомога більше про Англію.
Залишивши свій замок, Дракула таємно вирушає до Англії на російському судні «Деметра», переховуючись в одному із 50 ящиків, набитих трансильванською землею. Це йому потрібно, щоб відновлювати сили і ховатись від денного світла під час подорожі. Для власної споживи він використовує членів екіпажу, з яких вижив лише один капітан, що був прив'язаний до штурвала корабля. З корабельного журналу капітана можна дізнатися про дивні та страшні події того плавання. Сам Дракула сходить з судна у вигляді собаки.
Незабаром граф стає загрозою нареченій Джонатана Харкера, Вільгельміні «Міні» Мюррей та її подрузі Люсі Вестенр. Існує також примітивний зв'язок між Дракулою та Ренфільдом, пацієнтом психлікарні під наглядом лікаря Джона Сьюарда. Ренфільд змушений споживати комах, павуків, птахів та інших істот у порядку збільшення їхнього розміру — щоб поглинати їхню «життєву силу». Ренфільд виступає в ролі своєрідного біодатчика, який реагує на появу чи наближення Дракули, виконуючи, таким чином, свою роль у його пошуках. У цей час Дракула починає відвідувати ночами постільну кімнату Люсі Вестенр, п'є її кров і заражає на прокляття вампіризму. Не розуміючи справжньої причини погіршення стану Люсі, троє її женихів — Сьюард, Артур Холмвуд та Квінсі Морріс — в розпачі, викликають наставника Сьюарда, голландського лікаря на ім'я Абрахам Ван Гельсінґ. Ван Гельсінґ відразу ж підозрює надприродне походження хвороби Люсі, але поки про це не говорить. Попри всі заходи безпеки, як то розкладений біля хворої часник, граф Дракула робить останній напад на неї, вбиває її матір і перетворює Люсі на немертву.
Харкер, який увесь цей час був полоненим, тікає із замку Дракули і повертається до Англії ледь живий та психічно травмований. За пропозицією Сьюарда, Міна звертається допомогти оцінити здоров'я Харкера до ван Гельсінґа. Також вона передає лікарю його щоденник з описом того, що відбувалося в замку. Інформація щоденника Харкера стає поштовхом для Міни збирати будь-які інші згадування про Дракулу у статтях новин, газетних вирізках і щоденниках кожного члена групи. Ініціатива Міни допомагає групі простежити пересування Дракули та встановити зв'язок між дивною поведінкою Ренфільда і діями графа. Згодом вони дізнаються, що Дракула придбав будинок неподалік від резиденції Сьюарда. Мета цих пошуків — знайти графа Дракулу і знищити його.
Після того як немертва Люсі нападає на кількох дітей, Ван Хельсінґ, разом з Сьюардом, Холмвудом і Моррісом йдуть до склепу, де похована Люсі, щоб вбити тіло і врятувати її душу. Згодом до групи приєднується Харкер. Це допомагає партії вистежити місце розташування ящиків із трансильванською землею. Виявилось, що Дракула придбав під них кілька резиденцій розташованих на схід, захід, північ та південь від Лондона на ім'я «граф Де Віль». Згідно з задумом Дракули, він повинен був просуватися Лондоном з урахуванням розташування скринь із землею.
Група знаходить ящик за ящиком і запечатує кожний за допомогою гостій (свячених облаток). Це позбавляє графа місць, де він почував себе у безпеці і набирався сил. Тим часом Ренфільд має власні стосунки з графом, але дізнавшись, що той приходить до Міни, намагається зупинити Дракулу і зазнає смертельного поранення у сутичці з вампіром. Перед смертю він встигає повідомити Сьюарду і Ван Гельсінґу, що Дракула ходить до Міни. Так лікарі дізнаються про зараження Міни Харкер. Дракула укусив її та змусив пити його кров. Тоді група намагається захистити Міну від нападок графа за допомогою розп'яття та гостій, і їм це вдається. Дракула втікає перетворюючись на темний туман, а вони й надалі продовжують пошук і знешкодження лігвищ вампіра. Внаслідок «хрещення» укусом Дракули Міна отримує телепатичний зв'язок з ним. Це її дуже гнітить, але Ван Гельсінґ знаходить у цьому користь, гіпнотизуючи її та відстежуючи пересування графа. Незабаром, граф Дракула втікає до Трансильванії.
Герої вирушають за Дракулою до Трансильванії, де після нелегкої битви з циганською охороною графа відбувається фатальна зустріч. Щоб убити графа, Харкер перерізує йому горло своїм кукрі, а Морріс пронизує ножем серце вампіра. Тіло Дракули перетворюється на пил, але перед цим Міна встигає побачити вираз спокою на обличчі графа.

## Характеристика Дракули
Граф Дракула підлягає різким змінам настрою. Так, на початку роману він одягає маску привітності, проте дуже швидко впадає у лють, особливо коли на його шляху виникають перешкоди. У момент нападу трьох спокусливих жінок-вампірес на Джонатана Харкера, лютий Дракула застосовує до них фізичну силу, але дуже швидко пом'якшується і звертається до винуватниць люб'язно, запевняючи, що любить кожну з них.
Дракула не байдужий до давньої архітектури і щиро нею цікавиться. Наприклад, під час купівлі будівлі він воліє, щоб вона була древньою, кажучи «Новий будинок мене вб'є», і для того, щоб новий будинок був придатний для життя — йому потрібні сторіччя.
Ще одним предметом великої шани Дракули є його родовід, спадщина воїна і власне походження від секеїв, про що він з гордістю розповідає Харкеру. Він також висловлює зацікавленість історією Британської Імперії, захоплено згадуючи її народ. Графові притаманні примітивні й хижі погляди на світ; він співчуває звичайним людям через їхню відразу до темних імпульсів. Проте Дракула має й людські емоції і навіть часто говорить, що може любити.
В романі вказано, що Дракула дуже добре знає англійську, має вимову без східноєвропейського акценту, хоч і дивно тоновану. Таким чином Дракула, як немертвий, може навчатися наук і мов.
Зовнішній вигляд Дракули змінюється протягом часу. На початку роману він зображений як худий, з довгими білими вусами, загостреними вухами та гострими зубами. Пізніше, в романі (глава 11 «Втеча вовка») його бачать в зоопарку із гачкуватим носом і борідкою з білою смугою. Одягнений він в усе чорне і має волосся на долонях. Джонатан Харкер описав Дракулу як старого із «жорстким поглядом» і «надзвичайною блідістю».
В моменти люті у Дракули проривається справжня тваринна природа і його блакитні очі стають полум'яними.
|                                                   | Я бачив... Графа Дракулу... з червоним світлом тріумфу в його очах, із посмішкою, що Юда в пеклі може пишатися. Оригінальний текст (англ.) I saw... Count Dracula... with red light of triumph in his eyes, and with a smile that Judas in hell might be proud of. |
| — Щоденник Джонатана Харкера, Дракула, Частина 4. | |

Протягом роману Дракула стає все більше і більше молодим на вигляд. А після того, як Джонатан Харкер вдарив його лопатою — він залишається зі шрамом на лобі, який носить протягом усього роману.

## Сильні і слабкі сторони
Зображений у романі граф Дракула використовує багато надприродних здібностей, які, як вважають, він здобув від угоди з дияволом. Глава 18 роману описує багато зі здібностей, обмежень та недоліків як взагалі вампірів, так і зокрема Дракули. Граф має надлюдську силу, яка, за словами Абрахама Ван Хельсінґа, еквівалентна силі 20 сильних чоловіків. Він не відкидає тіні та не відображається у дзеркалі. Дракула стійкий до звичайних різновидів ураження; моряк намагається завдати йому удару в спину ножем, але лезо проходить крізь його тіло наче крізь повітря. Вампір може певною мірою кинути виклик силі тяжіння, має нечувану спритність та в змозі дертися вертикальними поверхнями як деякі рептилії. Він здатен подорожувати «грішними» землями, такими як могили самогубців та власних жертв. Граф має потужні гіпнотичні й телепатичні здібності, навіює деякі ілюзії. В рамках «певних обмежень» неживий здатен зникати і знову з'являтися в потрібному йому місці. Одного разу знайшовши шлях, він може входити куди завгодно і виходити звідти, навіть плавитись у вогні.
Дракула накопичив хитрість і мудрість протягом століть, і він не може померти від простого спливу часу.
Він може командувати тваринами, такими як щури, сови, кажани, міль, лисиці та вовки. Проте його контроль над цими тваринами є обмеженим, як це видно, коли переслідувачі вперше зайшли до його будинку в Лондоні. Хоч Дракула і викликав тисячі щурів, що оточили і напали на групу, але зграя гончих, яку прикликав Сьюард, покінчила з ними. Щури настільки боялися собак, що втекли, і Дракула втратив будь-який контроль на ними.
Крім того, Дракула в певному діапазоні здатний керувати природою: штормами, смогом і туманом.

### Перетворення
Дракула може обертатися за власним бажанням: ставати маленьким чи великим, набувати вигляду кажана, вовка, великої собаки, туману або смогу. Він здатен подорожувати в місячному світлі як елементарний пил за допомогою місячних променів. За бажанням Дракула може пройти через крихітні тріщини й щілини, зберігаючи при цьому свою людську форму або замінюючи її на пару. Ван Хельсінґ згадує про його здатність прослизати до склепу або труни через отвір завтовшки з волосину. Цю ж здатність демонструє і його жертва Люсі, як вампір — коли група відкриваючи її труну не знаходить тіла.

### Вампіризм
Однією з найбільш таємничих сил Дракули є його здатність перетворювати людей на вампірів, кусаючи їх. За словами Ван Хелсінґа:
|                                          | Ставши такими вони здобувають прокляття безсмертя. Вони не можуть померти, тому проходячи крізь століття поповнюють список жертв і збільшують кількість нечисті у світі, бо ті, хто вмирає від укусу вурдалака, також стають вурдалаками, і відтоді живе так, як вони. Тим-то їхнє коло збільшується, наче кола по воді від кинутого каменю. Друже Артур, якби тебе поцілувала вмираюча Люсі тоді, або минулої ночі, коли ти розтулив їй свої обійми, то і ти, з часом, по смерті, став би nosferatu, як називають цих істот у Східній Європі, навіки приєднавших до тих-таки немертвих, які сповнюють нас жахом. Оригінальний текст (англ.) When they become such, there comes with the change the curse of immortality; they cannot die, but must go on age after age adding new victims and multiplying the evils of the world. For all that die from the preying of the Un-dead become themselves Un-dead, and prey on their kind. And so the circle goes on ever widening, like as the ripples from a stone thrown in the water. Friend Arthur, if you had met that kiss which you know of before poor Lucy die, or again, last night when you open your arms to her, you would in time, when you had died, have become nosferatu, as they call it in Eastern europe, and would for all time make more of those Un-Deads that so have filled us with horror. |
| — Щоденник Сьюарда, Дракула, Частина 16. | |

Сам укус вампіра не викликає смерті. Цей метод неживі використовують щоб жертва стікала кров'ю, посилюючи таким чином свій вплив на неї. Як описує це Ван Хельсінґ:
|                                              | Nosferatu не вмирає як бджола, яка вжалила одного разу. Він лише міцнішає і набуває більшої влади, щоб сіяти зло. Оригінальний текст (англ.) The Nosferatu do not die like the bees when they sting once. He is only stronger, and being stronger, have yet more power to work evil. |
| — Щоденник Міни Харкер, Дракула, Частина 18. | |

Той, кого вкусив немертвий не вмирає, але стає залежним від вампіра:
|                                          | Діти, кров яких вона пила, не надто постраждали, але якщо вона житиме немертвою, вони втрачатимуть дедалі більше крові, і маючи владу над ними, вона змушуватиме їх приходити до себе. Оригінальний текст (англ.) Those children whose blood she suck are not yet so much worse; but if she live on, Un-Dead, more and more lose their blood and by her power over them they come to her. |
| — Щоденник Сьюарда, Дракула, Частина 16. | |

Ван Хельсінґ згодом говорить про наслідки для жертв укусів, якщо вампіра вб'ють, на прикладі жертв Люсі:
|                                          | Але якщо вона помре по-справжньому, все припиниться. Крихітні ранки на дитячих шиях затягнуться і вони повернуться до своїх ігор, наче нічого й не було. Оригінальний текст (англ.) But if she die in truth, then all cease; the tiny wounds of the throats disappear, and they go back to their plays unknowing of whatever has been. |
| — Щоденник Сьюарда, Дракула, Частина 16. | |

Так, Дракула постійно знекровлює Люсі, аж поки вона не помирає від гострої нестачі крові, попри всі спроби Ван Хельсінґа врятувати її переливаннями крові. Після смерті Люсі перетворюється на вампіра і починає полювати на дітей.
Він володіє некромантією, тому має владу над мертвими, і всі мертві, що полягли від його руки, можуть реанімувати і підкорятися йому.

#### Споживання крові
Для існування Дракулі потрібна свіжа людська кров, яка справляє на нього ефект омолодження. Свою силу він черпає саме з людської крові, без вживання якої не може жити. Але попри те, що кров омолоджує Дракулу, вона не дає йому здатності до регенерації. Так, навіть після кількох місяців, відколи Джонатан Харкер завдав йому удару лопатою по голові — шрам нікуди не зникає.
Переважно жертвами Дракули виступають жінки. Харкер вважає, що у Дракули є стан посту та стан харчування. Також у Дракули може виникати стан, коли він годує власною кров'ю, що і робить з Міною Харкер.

#### Вампірське хрещення кров'ю
Граф Дракула зображений у романі як «Король вампірів», який може керувати іншими вампірами. За те, що Міна допомагає групі і власному чоловіку боротися з ним, він кусає її щонайменше тричі. Він також змушує її пити його кров, що є актом прокляття і вампіризму, а також дає йому телепатичний зв'язок з думками жінки. Застосовуючи гіпноз, Ван Хельсінґ використовує телепатію вампірів для зворотнього зв'язку — читання думок графа. Проте гіпноз працює лише до світанку. Процес взаємного поглинання крові як вампіра, так і жертви, Ван Хельсінґ визначає як «вампірське хрещення кров'ю».
|  | ти — найдорожча для них людина — стала тепер моєю, плоть від моєї плоті, кров від моєї крові, ми стали тепер кровною ріднею; ти стала моїм тимчасовим життєдайним джерелом, а потім станеш моєю подругою і помічницею. Я помщуся за тебе, бо жоден із них не прийде тобі на допомогу. Але зараз тебе покарано за те, що ти вчинила. Ти допомагала руйнувати мої плани. Тепер ти будеш з’являтися на мій поклик. Коли мій розум скаже тобі: „Прийди!“ — тобі доведеться перетинати сушу чи море, щоб виконати мій наказ. Оригінальний текст (англ.) you, their best beloved one, are now to me, flesh of my flesh, blood of my blood, kin of my kin, my bountiful wine-press for a while, and shall be later on my companion and my helper. You shall be avenged in turn, for not one of them but shall minister to your needs. But as yet you are to be punished for what you have done. You have aided in thwarting me. Now you shall come to my call. When my brain says ‘Come!’ to you, you shall cross land or sea to do my bidding. |

Після «хрещення» Дракули у Міни дуже швидко розвиваються як фізичні, так і розумові зміни. Через деякий час ван Хелсінґ робить спробу благословити її за допомогою священної облатки, але освячений хліб, ледь торкнувшись її чола, обпікає шкіру Міни і залишає на ній шрам. Її зуби з часом стають довшими, але не стають гострішими. Вона також поступово втрачає апетит, у неї з'являється відраза до нормальної їжі. Надалі порушується сон і вона починає все більше і більше спати протягом дня, не в змозі прокинутись на заході сонця. Врешті-решт вона припиняє записи у своєму щоденнику. Якось Ван Хельсінґ розсипає той самий хліб навколо неї, утворюючи коло, і вона не може його перетнути. Таким чином доктор винайшов нову форму захисту.
Але смерть Дракули може звільнити будь-яку живу жертву вампіра від перетворення після своєї смерті. Саме тому Ван Хельсінг попереджає Міну про небезпеку самогубства і говорить, що навіть природна смерть і уникнення нових укусів не звільняють її від прокляття, поки Дракула живий.

### Обмеження сили неживого
Сила Дракули не є сталою, а змінюється протягом доби. Так, він стає менш потужним вдень і може лише переносити свою форму на світанку, опівдні, і в сутінках (він може вільно переносити свою форму в нічний час або якщо перебуває в могилі). Сонце не є для нього фатальним, контакт з ним не знищить його, хоча й припинить більшість здібностей.
|                                                   | Сонце, що зійшло цього ранку над нашим сумом, охоронятиме нас на шляху до мети. До самого заходу сонця цей монстр залишатиметься у тій личині, яку має зараз. Він змушений горнутися до землі. Він не зможе розтанути у повітрі чи зникнути через щілину або тріщину. Якщо йому треба увійти через двері, то він мусить відчинити їх, як простий смертний. Оригінальний текст (англ.) The sun that rose on our sorrow this morning guards us in its course. Until it sets to-night, that monster must retain whatever form he now has. He is confined within the limitations of his earthly envelope. He cannot melt into thin air nor disappear through cracks or chinks or crannies. If he go through a doorway, he must open the door like a mortal. |
| — Щоденник Джонатана Харкера, Дракула, Частина 22 | |

|                                             | Його сила зникає, як і у всіх диявольських створінь, коли приходить день. Лише у певний час він має обмежену свободу. Якщо він не перебуває поруч із місцем, із яким пов’язаний, то може змінювати свій вигляд лише у полудень або точно в час сходу чи заходу сонця. Оригінальний текст (англ.) His power ceases, as does that all of all evil things, at the coming of the day. Only at certain times can he have limited freedom. If he be not at the place whither he is bound, he can only change himself at noon or exact sunrise or sunset. |
| — Щоденник Міни Харкер, Дракула, Частина 18 | |

Таким чином, Дракула діє лише у відведених йому межах. Він може перетинати проточну воду лише під час низького або високого припливу. У зв'язку з цим він не може перелітати через річку у вигляді кажана чи туману, не в змозі самостійно піднятися чи покинути човен, якщо хтось йому фізично не допоможе. Також він не може вільно зайти в будь-який дім, допоки мешканці його не запросять. Після того, як він отримує дозвіл, може входити і виходити з приміщення вільно.

### Вразливість
Дракула має кровожерливість, яку він, здається, не може контролювати. Вид крові викликає в ньому демонічну лють, що підживлюється необхідністю годуватись. В інших джерелах про вампірів такий некерований стан має назву «спрага».
Проте існують речі, що здатні зупинити цей некерований стан і навіть заспокоїти його від ненаситної спраги крові. Дракула не переносить часник, різних священних предметів та символів, наприклад, розп'ять і освячених гостій (облаток).
|                                                  | Але тут я помітив нарешті свій поріз на підборідді, з якого виступила краплина крові. Я відклав бритву і, розвернувшись упівоберта, вирішив пошукати пластир. Побачивши моє обличчя, граф блимнув очима з якоюсь демонічною люттю і раптом ухопив мене за горло. Я відхилився назад, і його рука торкнулася мотузки, на якій висіло розп’яття. Це спричинило раптову переміну в ньому, бо лють минулася так швидко, що я навіть засумнівався, чи було все це насправді. Оригінальний текст (англ.) at the instant I saw that the cut had bled a little, and the blood was trickling over my chin. I laid down the razor, turning as I did so half round to look for some stick-ing plaster. When the Count saw my face, his eyes blazed with a sort of demoniac fury, and he suddenly made a grab at my throat. I drew away and his hand touched the string of beads which held the crucifix. It made an instant change in him, for the fury passed so quickly that I could hardly believe that it was ever there. |
| — Щоденник Джонатана Харкера, Дракула, Частина 2 | |

Гілка шипшини, покладена на труну вампіра, не дозволить йому її покинути, а священна куля, випущена в труну — насправді вбиває його на смерть. Горобина також описується як форма захисту від вампіра, хоча ефекти невідомі. Вважається, що її використовували для захисту від злих духів і відьом у вікторіанську епоху.

#### Сон смерті
Стан спокою, до якого вампіри схильні протягом дня, в романі описаний як сон смерті; коли вампір спить з відкритими очима, не в змозі пробудитись або рухатись і водночас не підозрюючи про перебування біля нього осіб, присутність яких є небажаною. Існує щонайменше одна згадка, де Дракула активний вдень через переслідування жертви. Також, чимало властивостей Дракули проявляється під час його перебування в Лондоні, коли граф без посередників демонструє певний тип присутності при денному світлі.
|                                                   | на купі свіжовикопаної землі лежав сам граф! Він був чи то мертвий, чи то спав. Я не міг визначити, бо очі в нього були розплющені й наче скам'янілі, але не нагадували скляні, які бувають у мерців, та й щоки, хоч і бліді, цілком наводили на думку про живу людину. Губи були червоними, як зазвичай. Але я не бачив жодних ознак руху: здається, живець завмер, дихання припинилось, а серце зупинилося. Я нахилився над ним, аби розгледіти бодай якісь ознаки життя, але марно. Судячи із запаху землі, він лежав тут недовго, лише кілька годин. Біля скрині лежала кришка з пробитими у ній дірками. Я подумав, що ключі, напевно, в нього. Але щойно я почав шукати їх, як зустрівся з його мертвими очима і побачив у тих мертвих очах таку ненависть, що мимоволі дав драла з цього місця, щоб опинитися в графській кімнаті, а тоді через вікно. Оригінальний текст (англ.) on a pile of newly dug earth, lay the Count! He was either dead or asleep. I could not say which, for eyes were open and stony, but without the glassiness of death, and the cheeks had the warmth of life through all their pallor. The lips were as red as ever. But there was no sign of movement, no pulse, no breath, no beating of the heart.I bent over him, and tried to find any sign of life, but in vain...I thought he might have the keys on him, but when I went to search I saw the dead eyes, and in them dead though they were, such a look of hate, though unconscious of me or my presence, that I fled from the place, and leaving the Count’s room by the window. |
| — Щоденник Джонатана Харкера, Дракула, Частина 4. | |

Для успішного відпочинку Дракулі потрібна трансільванська земля. Вона була потрібна йому як у Трансільванії — коли він перебував похований у труні, так і під час подорожей іншими країнами. Бо інакше він не зможе відновити свої сили. Це змусило його перевозити багато скринь із трансільванською землею до кожної з своїх резиденцій у Лондоні. Однак, слід зазначити, що він є наймогутнішим коли перебуває в межах своєю землі-домівки, труни-домівки, пекла-домівки або поруч з будь-яким нечистим місцем.
Крім того, якщо Дракула або інший вампір наситились крові під час годування, то будуть змушені відпочивати в цьому мертвому стані навіть довше, ніш зазвичай.

### Інші здібності
В той час як місцеві жителі Трансільванії та за її межами повсюдно боялися; в Дракули була лояльна команда з циган та словаків, що перевозили ящики всім шляхом до Лондона і служили як збройний конвой при поверненні його труни назад до замку. Словаки та цигани вочевидь знають його справжню природу, тому що сміються над Харкером, коли він намагається повідомити їм про свою біду й зраджують, при спробі передати через них листа — віддавши його графові.
Дракула також впливає на Люсі з хронічним сомнамбулізмом, навіюючи їй подібний до трансу стан, в якому вона не лише підкоряється його волі, але й шукає його і задовольняє спрагу голоду.
Можливості та обмеження Дракули мають розбіжності через велику кількість адаптацій. Попередні й наступні вампіри з різних легенд мали схожі характеристики вампіра.

## Тогочасний і сьогоденний аналізи

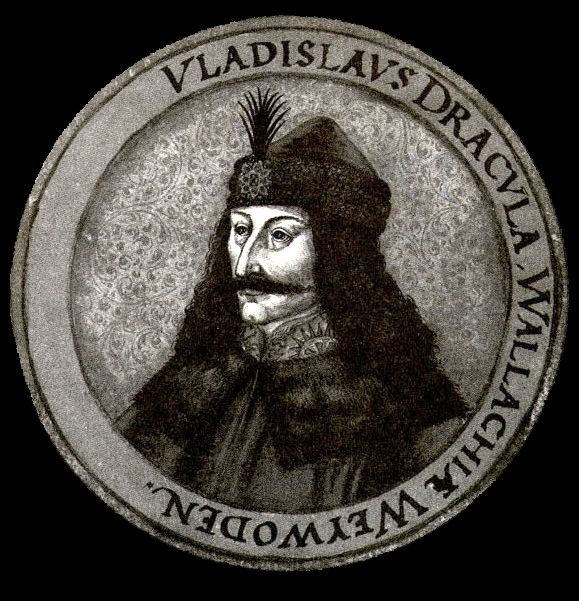
Портрет Влад III Дракула

Вже у 1958 році Сесіл Кіртлі припускав, що граф Дракула поділився своїм особистим минулим з історичним воєводою трансільванського походження Владом III Дракулою з Валахії, що також відомий як Влад Impaler або Влад Цепеш. Після публікації В пошуках Дракули Раду Флореску і Раймонда МакНеллі в 1972 році, це передбачуване поєднання привернуло багато уваги громадськості.
Історично склалося, що назва «Дракула» — це родинне ім'я Влада Цепеша, що походить з таємного братерського лицарського ордена під назвою Орден Дракона, заснованого Сигізмундом Люксембургом (король Угорщини і Богемії, імператор Священної Римської імперії), з метою підтримати Християнство і захистити імперію від турків-османів. Влад II Дракул, батько Влада III був прийнятий в орден близько 1431 року через хоробрість у боротьбі з турками і був названий Дракул (Дракон), таким чином, його син став Дракулою (сином дракона). З 1431 року і далі Влад II носив емблему ордену, а потім, як правитель Валахії і його карбування мало символ дракона.

Стокер натрапив на ім'я Дракули при ознайомленні з румунською історією, і вибрав цей варіант, щоб замінити ім'я (граф Wampyr), яким він спочатку називав свого лиходія. Проте деякі дослідники Дракули на чолі з Елізабет Міллер поставили під сумнів глибинні зв'язки з цим вже в 1998 році. Вони стверджують, що Стокер насправді мало що знав про історичного Влада III за винятком імені «Дракула». Під час розмови з Джонатаном Харкером в розділі 3 Дракула звертається до власного минулого, і ці промови показують елементи, які Стокер безпосередньо скопіював з книги Вілкінсона. Стокер згадує воєводу Дракулу, який переслідував і бився проти турків, після поразки біля Cossova, а потім його зрадив брат — це  історичні факти, які однозначно вказують на Влада III, описаного у «Воєвода Дракула» Вілкінсона:
Хто був цей один з моєї власної раси, що як воєвода перетнув Дунай і бив турків на своїй власній землі? Це був насправді Дракула! Горе було, що його власний недостойний брат, коли він впав, продав свій народ туркам і прирік їх на ганебне рабство! Чи не був цей Дракула, дійсно тим, хто надихнув й інші свої раси, хто в більш пізньому віці, знову і знову виводив свої сили по великій річці до Туреччини; який, коли зазнав поразки, приходив знову, і знову, хоча він повинен був йти сам кривавим полем, де ріжуть його війська, але він знав — що лише він один може в кінцевому підсумку здобути перемогу! (Розділ 3, стор 19)
Професор Ван Хельсінг пізніше визначив особистість графа у промові, посилаючись на лист від свого друга Армініуса:
Дуже ймовірно, що він — саме той воєвода Дракула, який уславився у війні проти турків на річці на самому кордоні з Туреччиною (Розділ 18, Дракула, Стокер)
Насправді це заохочує читача ототожнювати графа з воєводою Дракулою, коли вперше згадується в розділі 3, про зраду брата: Влада III Дракулу зрадив його брат Раду Красивий, який обрав сторону турків. Але, як зазначив голландський письменник Ханс Корнел де Рус в главі 25: Ван Хелсінг і Міна відмовились від цього елементарного зв'язку з Владом III й замість цього описують особисте минуле графа фразою «той інший з його племені» який жив «у пізніші часи». Плавно обмінявши Влада III на безіменного двійника, Стокер уникнув, щоб його головного героя можна було однозначно пов'язати з історичною особою, про яку є згадки в будь-якій книзі історії.
Також романіст не хоче розкривати точне місце резиденції графа Дракули — замок. Як було підтверджено дослідженнями за власними рукописними замітками Стокера, романіст передбачав певне місце для замку при написанні оповідання: порожня вершина гори в трансільванських Келиманських Альпах, неподалік від колишнього кордону з Молдовою.Намагання поєднати Замок Poenari (приблизно за 200 км від місця подій роману, біля перевалу Борго) як «справжній замок Дракули» — не мають у Стокера ніяких підтверджень у письмовій формі; Стокер не знав цієї будівлі. Що стосується Замку Бран біля Брашова, то Стокер, можливо, побачив ілюстрації Замку Бран (Törzburg) в книзі Чарльза Бонера про Трансільванію.Незважаючи на те, що Стокер, можливо, і був натхненний його романтичною зовнішністю, ані  Бонер, ані Мазучеллі, ані Кросс (який також згадує Terzburg або Törzburg) не пов'язують його з Владом III; для свого фіктивного замку Дракули Стокер волів обрати порожню гірську вершину.
Крім того, докладні примітки Стокера показують, що романіст був дуже добре обізнаний про національні та геополітичні відмінностей між «румунами» або «волохами», нащадками даків, і секеями або Szeklers, союзниками мадярів або угорців, чиї інтереси були протилежні інтересам волохів. В оригінальному машинописному рукописі роману граф говорить про те, щоб скинути «австрійське ярмо», що відповідає політичній точці зору секеїв. Цей вислів закреслено, однак, змінено на «угорське ярмо» (яке з'явилося в друкованій версії), що відповідає історичній перспективі волохів. На думку деяких дослідників це означає, що Стокер вибрав інтерпретацію валахів, а не секеїв, і таким чином надав більшої послідовності румунській ідентичності свого графа: яка хоча і не збігається з Владом III, але вампір зображений як один із «племені Дракули».
Було висловлено припущення, що Стокер писав під впливом легенди про графиню Елізабет Баторі, яка народилася в Королівстві Угорщини і яку звинувачували у вбивстві і тортурах 80 молодих жінок.

## Розвиток персонажа після роману

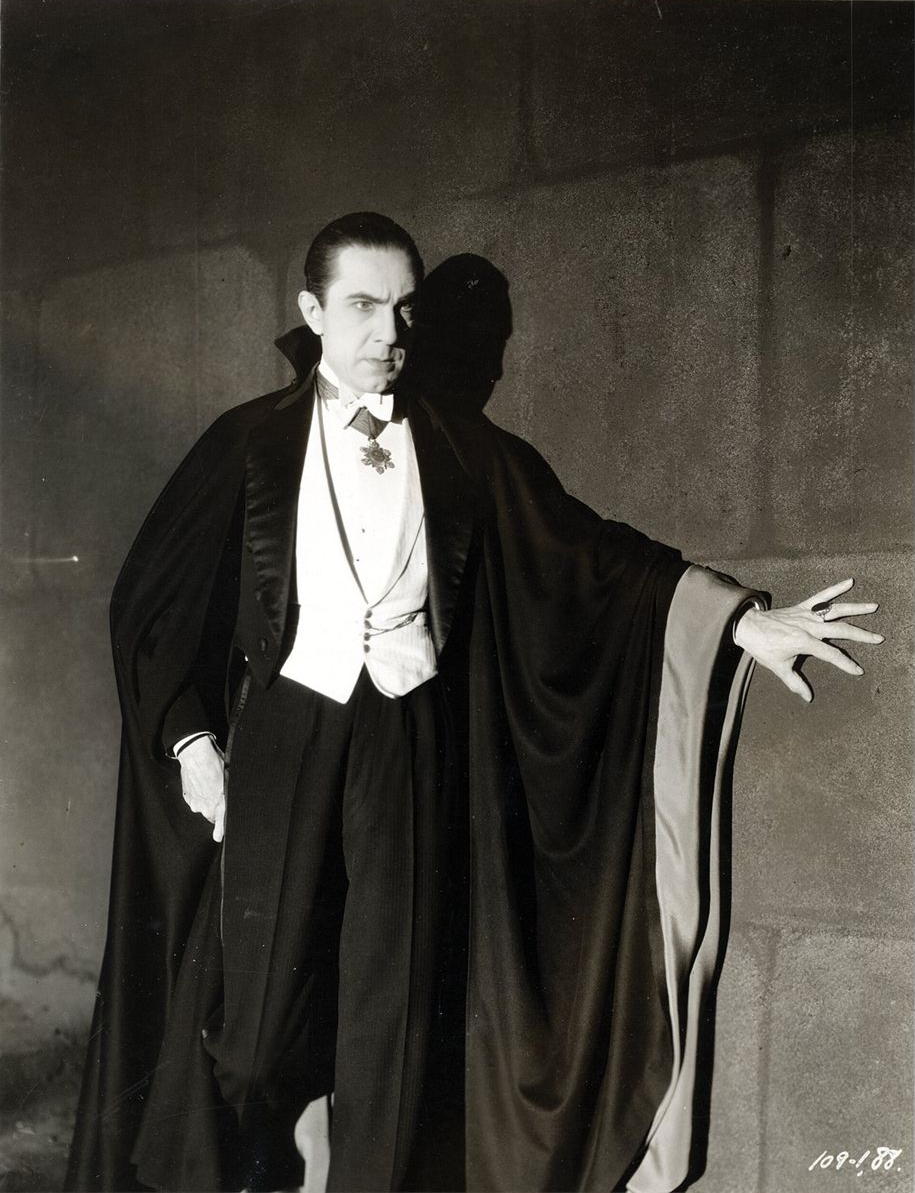
Бела Лугоші у ролі Дракули, 1931

Дракула є одним з найвідоміших персонажів популярної культури. Його зіграли більше акторів і в більшій кількості екранізацій роману, ніж будь-якого іншого героя жахів. У головних ролях Дракули були: Макс Шрек, Бела Лугоші, Джон Керрадайн, Крістофер Лі, Чарльз Маколей, Френсіс Ледерер, Денхолм Елліотт, Джек Паланс, Луї Журден, Френк Ланджелла, Клаус Кінскі, Ґері Олдман, Леслі Нільсен, Джордж Гамільтон, Кейт-Лі Касл, Джерард Батлер, Дункан Регер, Річард Роксбург, Марк Воррен, Рутгер Хауер, Стівен Біллінгтон, Томас Кречманн, Домінік Перселл і Люк Еванс. Лон Чейні-молодший зіграв нащадка Дракули в фільмі «Син Дракули» від Universal film.
З усього сказаного вище, як правило, визнають, що театральний актор Бела Лугоші (роль Дракули, Дракула) за зовнішністю, промовою, представленням, манерами та одягом — затьмарив оригінальну концепцію Стокера в цих рисах.
Образ Дракули тісно пов'язаний із західним культурним архетипом вампіра, і залишається популярним костюмом під час Хелловіна.
У 1967 році Граф Дракула з'являється в ляльковому анімаційно-комедійному фільмі Mad Monster Party? озвучений Аліном Свіфтом. Тут він показово носить монокль. Граф Дракула є одним із монстрів, яких барон Борис фон Франкенштейн запрошує на Острів Зла для того, щоб розповісти таємницю повного знищення і оголосити про свій відхід зі Всесвітньої Організації монстрів.
На Вулиці Сезам є персонаж на ім'я Граф фон Знак, який був заснований на інтерпретації Бели Лугоші графа Дракули.
Граф Дракула з'являється в Mad Mad Mad Monsters («своєрідному приквелі» до Mad Monster Party?), де його знову озвучує Алін Свіфт. Барон Генрі фон Франкенштейн запросив його разом із сином на весілля чудовиська Франкенштейна і його обраниці в трансільванській Astoria Hotel.
Дракула є основним антагоністом серії відеоігор Castlevania (серія ігор) і головним протагоністом перезапуску серії Lords of Shadow.
У 2003 році граф Дракула, у виконанні Бела Лугоші (фільм 1931 року), посів 33 рядок серед 100 найбільших лиходіїв в історії кіно за Американським інститутом кіномистецтва.
Дракула виступає головним персонажем в романі «Дракула неживий» Дакре Стокера, пра-внучатого племінника Брема Стокера і представлений як продовження оригіналу. Минуло 25 років від подій оригінального роману і Дракула, під виглядом румунського актора, вирушає до Парижа, взявши собі ім'я Володимир Басараб.
Він повстає як антигерой і намагається захистити спільного з Міною сина — Квінсі Харкера, від іншого вампіра на ім'я Елізабет Баторі. Наприкінці роману йому вдається вбити Баторі, проте він був поранений нею і падає вниз з обриву з Міною, ймовірно вмирає. Перед Квінсі відкривається жахлива правда про справжнього батька, яку він не хоче прийняти. Через деякий час Квінсі вирушив на кораблі до Америки, в надії на краще життя. Він не знав, що ящики, марковані як власність Володимира Басараба також завантажені на борт. Океанський лайнер, як пізніше з'ясувалося, називався Титанік.

### Дракула в кінематографі
| Рік       | Назва                                           | Актор                | Примітки                                                                                     |
| --------- | ----------------------------------------------- | -------------------- | -------------------------------------------------------------------------------------------- |
| 1921      | Смерть Дракули                                  | Ерік Ванко           |                                                                                              |
| 1922      | Носферату. Симфонія жаху                        | Макс Шрек            | Перейменований на Граф Орлок з юридичних причин                                              |
| 1931      | Дракула                                         | Бела Лугоші          |                                                                                              |
| 1931      | Дракула                                         | Карлос Віллар        | Іспанська версія на основі образа Дракули від Бела Лугоші. Інші актори, інша знімальна група |
| 1943      | Син Дракули                                     | Лон Чейні-молодший   |                                                                                              |
| 1944      | Будинок Франкенштейна                           | Джон Керрадайн       |                                                                                              |
| 1945      | Будинок Дракули                                 | Джон Керрадайн       |                                                                                              |
| 1945      | Ебботт і Костелло зустрічають Франкенштейна     | Бела Лугоші          |                                                                                              |
| 1958      | Дракула                                         | Крістофер Лі         |                                                                                              |
| 1966      | Дракула: Князь пітьми                           | Крістофер Лі         |                                                                                              |
| 1968      | Дракула повстав з могили                        | Крістофер Лі         |                                                                                              |
| 1969      | Чарівний християнин                             | Крістофер Лі         |                                                                                              |
| 1970      | Граф Дракула                                    | Крістофер Лі         |                                                                                              |
| 1970      | Смак крові Дракули                              | Крістофер Лі         |                                                                                              |
| 1970      | Ще один раз                                     | Крістофер Лі         |                                                                                              |
| 1970      | Шрами Дракули                                   | Крістофер Лі         |                                                                                              |
| 1971      | Невідзнята плівка, вампір                       | Крістофер Лі         |                                                                                              |
| 1972      | Блакула                                         | Вільям Маршалл       |                                                                                              |
| 1972      | Дракула, рік 1972                               | Крістофер Лі         |                                                                                              |
| 1972      | Кричи Блекула кричи                             | Вільям Маршал        |                                                                                              |
| 1973      | Сатанинські обряди Дракули                      | Крістофер Лі         |                                                                                              |
| 1974      | Легенда про 7 золотих вампірів                  | Джон Форбс-Робертсон | Дубльоване озвучення Дракули від Девіда де Кейзера                                           |
| 1976      | Дракула — батько і син                          | Крістофер Лі         |                                                                                              |
| 1977      | Граф Дракула                                    | Луї Журдан           |                                                                                              |
| 1979      | Носферату — привид ночі                         | Клаус Кінскі         | Ремейк Носферату (1922) з відновленими іменами персонажів роману                             |
| 1979      | Кульмінації                                     | Майкл Нурі           | Епізод: «Прокляття Дракули»                                                                  |
| 1979      | Любов з першого укусу                           | Джордж Хемілтон      |                                                                                              |
| 1979      | Дракула                                         | Френк Ланджелла      |                                                                                              |
| 1987      | Чота монстрів                                   | Дункан Регер         |                                                                                              |
| 1992      | Дракула Брема Стокера                           | Ґері Олдмен          |                                                                                              |
| 1995      | Дракула: Мертвий і задоволений цим              | Леслі Нільсен        |                                                                                              |
| 2000      | Дракула 2000                                    | Джерард Батлер       |                                                                                              |
| 2000      | Баффі — переможниця вампірів                    | Рудольф Мартін       | Епізод: «Баффі проти Дракули»                                                                |
| 2001      | Дракула, м'юзикл                                | Том Хевіт            |                                                                                              |
| 2004      | Ван Хелсінг                                     | Річард Роксбург      |                                                                                              |
| 2004      | Блейд: Трійця                                   | Домінік Перселл      |                                                                                              |
| 2004      | Дракула 3000                                    | Ленглі Кірквуд       |                                                                                              |
| 2005      | Бетмен проти Дракули                            | Петер Стормаре       | Анімаційний фільм                                                                            |
| 2006-2014 | Молодий Дракула                                 | Кейт-Лі Кастл        | ТБ-серіал                                                                                    |
| 2012      | Дракула 3D                                      | Томас Кречманн       |                                                                                              |
| 2012      | Монстри на канікулах (Готель Трансильванія)     | Адам Сендлер         | Анімаційний фільм                                                                            |
| 2013      | Дракула                                         | Джонатан Ріс-Маєрс   | ТБ-серіал                                                                                    |
| 2014      | Дракула. Невідома історія                       | Люк Еванс            |                                                                                              |
| 2015      | Монстри на канікулах 2 (Готель Трансильванія 2) | Адам Сендлер         | Анімаційний фільм                                                                            |
| 2017      | Ми — монстри                                    | Джейсон Ісаакс       | Анімаційний фільм                                                                            |
| 2018      | Монстри на Канікулах 3 (Готель Трансільванія 3) | Адам Сендлер         | Анімаційний фільм                                                                            |

### Дракула в театральному мистецтві
- У 1927 році в Лондоні був поставлений однойменний спектакль, який витримав без перерви 250 подань. На останньому, ювілейному, поданні глядачам, як подарунок вручали книгу оповідань Брема Стокера «Гість Дракули». Коли її відкривали, то звідти на гумці вилітав маленький чорний кажан.[40]

- Дракула: Між любов'ю і смертю (Dracula. Entre l'amour et la mort, 2006) — канадський мюзикл (Квебек). У головній ролі: Брюно Пельтьє. Сценарій вистави відрізняється від книги. Так, наприклад, на самому його початку згадується дружина Дракули — Ельміна, яка в І Акті виконує українську пісню «Цвіте терен». Дія перенесена у XXI століття. Жанр мюзиклу — рок-опера.
- 2008 рік. За ініціативою Брюно Пельтьє відбувається вистава «Дракула: Між любов'ю і смертю» в театрі Maison de la dance, місто Ліон, Франція — з частково зміненим складом виконавців.
- 2011 рік. У Палаці спорту Парижу відбувається прем'єра французького мюзиклу Дракула: любов сильніше за смерть (Dracula – L'amour plus fort que la mort). Вистава з двох актів стала дебютною роботою хореографа Камель Уалі[fr], натхненного романом Брема Стокера «Дракула» і однойменною екранізацією Френсіса Форд Копполи.

## Образ Дракули в українській культурі
Успіх роману Брема Стокера «Дракула», написаного більш як сто років тому, не вщухає і в наші часи. Продовжують виходити фільми, йдуть вистави, перекладаються і перевидаються книги, створюються відео ігри, де так чи інакше присутній граф Дракула або його інтерпретації. Можна констатувати про появу і поширення такого культурного явища, як вампіризм.. Не оминуло це захоплення вампірами й Україну.
Насправді, українській фольклор має власні згадки про вампірів — упирів. Упирі не тотожні вампірам європейської традиції, але мають чимало спільного. Характерною рисою, в контексті образа Дракули, була персоніфікація українцями упирів з конкретною історичною особою.
Граф Дракула та його історичний прототип Влад III Дракула знайшли своє відбиття в українських перекладах роману, сценічних виставах, музиці, анімації та архітектурних пам'ятках.

### Українські переклади Дракули
- Стокер Б. Дракула: роман / Пер. з англ. Л. Ю. Скальська. — Л.: Видавничий дім «Панорама», 2002. — 280 с.
- Граф Дракула / Пер. І. Л. Базилянської. Х.: ВД «ШКОЛА», 2009.– 528 с.
- Дракула: роман / пер. з англ. Володимира Горбатька. — Х. : Клуб Сімейного Дозвілля, 2014. — 432 с.

### Дракула в українській анімації
- «Казкова Русь» (рос. Сказочная Русь) — політсатиричний 3D-мультсеріал від «студії Квартал-95» та «Анімаград», створений за технологією Motion Capture. В 3 сезоні, серія 49 — В Трансільванії: секрет вічності від Дракули; серія 50 — В Трансільванії: як приборкати Дракулу.

### Українські архітектурні пам'ятки пов'язані з Дракулою
Ху́стський за́мок, як фортифікаційна споруда, що існувала в XI—XIII століттях у місті Хусті (Закарпатська область, Україна) пов'язується з резиденцією Влада III (Дракули, Влад Цепеш, рум. Vlad Ţepeş).
Вважають, що сумнозвісний «чорний князь», майстерно перетворений ірландським романістом Бремом Стокером у літературного персонажа — вампіра-кровопивцю, жив не тільки у замку Бран, але й на території сучасного Закарпаття, яке в ті часи переходило з рук в руки, змінюючи правителів. Зокрема, історик, завідувач кафедрою туризму УжНУ Федір Шандор пише, що: «Влад Цепеш мав безпосередній стосунок до Закарпаття. У 1329 році угорський король за особливі заслуги перед короною і Його Величністю подарував лицарю Драгу Хустський замок з околицями, які на той час складали майже третину Закарпаття. Деякі дослідники династії Дракула, вважають що власник два роки поспіль прожив у Хустському замку».Проте інші дослідники переконані, що хоча офіційна штаб-квартира «князя темряви» розташовувалася в Хусті, та де-факто брати Влад і Вальк жили в селі, розташованому за 34 кілометри від міста над Тисою, яке від імені Драгів і отримало сучасну назву — Драгово.